# 바늘꽃
바늘꽃(Epilobium pyrricholophum Franch. & Sav.)은 바늘꽃과의 여러해살이풀이다.

## 특징
높이는 20~50센티미터이고 줄기는 가로누운 땅속줄기에서 곧게 나와 여러 개 갈라지며 잔털이 있다. 잎은 버들잎 모양의 피침형으로 무딘 톱니가 있으며, 마주나는데, 잎자루가 없다. 여름에 붉은 자줏빛의 네잎꽃이 피며, 열매는 길고 좁은 삭과이며, 네 조각으로 갈라져서 흰빛의 긴 털이 달린 씨를 퍼뜨린다.

## 분포 지역
산골짜기의 습지에 사는데, 러시아(극동)과 한국 각지 및 일본, 중국에 분포한다.